# Susanne Gödde
Susanne Gödde (* 1965 in Münster) ist eine deutsche Altphilologin und Religionswissenschaftlerin.

## Leben
Susanne Gödde studierte von 1985 bis 1993 Griechische Philologie, Germanistik und Klassische Archäologie an der Universität Münster. Anschließend arbeitete sie (von 1994 bis 1995 als Promotionsstipendiatin der Universität) an ihrer Dissertation Das Drama der Hikesie. Ritual und Rhetorik in Aischylos’ Hiketiden (Doktorvater war Horst-Dieter Blume), mit der sie 1999 promoviert wurde. Für diese Arbeit erhielt Gödde den Promotionspreis der Universität Münster. Von 1996 bis 1999 war sie als Wissenschaftliche Mitarbeiterin am Lehrstuhl für Kulturwissenschaftliche Anthropologie der Universität Paderborn tätig. Hier war ihre Aufgabe besonders die Koordination von Forschungsprojekten zur Mythenforschung und zur kulturwissenschaftlichen Neuorientierung der Geisteswissenschaften.
Nach der Promotion erhielt Gödde für drei Jahre (2000 bis 2002) ein Lise-Meitner-Stipendium für ihr Habilitationsvorhaben. Von Januar 2003 bis September 2006 arbeitete sie als Wissenschaftliche Mitarbeiterin am Institut für Religionswissenschaft der Freien Universität Berlin; außerdem arbeitete sie im Sonderforschungsbereich 447 „Kulturen des Performativen“ mit. Im Wintersemester 2005/2006 vertrat sie den Lehrstuhl für Griechische Philologie an der Ruprecht-Karls-Universität Heidelberg. Im Juni 2006 habilitierte sie sich mit der Schrift Euphemia. Die gute Rede in Kult und Literatur der griechischen Antike, für die sie mit dem Heidelberger Förderpreis für klassisch-philologische Theoriebildung ausgezeichnet wurde. Ab Oktober 2006 arbeitete sie im Forschungsverbund Theater und Fest in Europa beim Teilprojekt Theater und Fest in der Antike mit. Im März 2008 lehnte sie den Ruf der Freien Universität Berlin auf eine W2-Professur „für Religion und Kultur der Antike sowie deren Rezeptionsgeschichte“ ab. Seit April 2008 vertritt sie den Lehrstuhl des Gräzisten Oliver Primavesi an der Ludwig-Maximilians-Universität München. Im November 2013 wurde sie ebenda zur W2-Professorin für Griechische Philologie und Religionswissenschaft der Antike ernannt.
2016 nahm Gödde einen Ruf an die Freie Universität Berlin an, wo sie nun in der Nachfolge von Renate Schlesier als Professorin für Religionswissenschaft tätig ist.

## Veröffentlichungen (Auswahl)
- Das Drama der Hikesie. Ritual und Rhetorik in Aischylos' Hiketiden, Münster 2000.
- Euphemia. Die gute Rede in Kult und Literatur der griechischen Antike, Heidelberg 2011.